# Альципа чорноброва
Альци́па чорноброва (Alcippe peracensis) — вид горобцеподібних птахів родини Alcippeidae. Мешкає в Південно-Східній Азії.

## Опис
Довжина птаха становить 14–16,5 см. Верхня частина тіла і хвіст коричневі, нижня частина тіла білувата. Верхня частина голови сіра, окаймлена чорною смугою. Навколо очей білі кільця.

## Підвиди
Виділяють два підвиди:
- A. p. annamensis Robinson & Kloss, 1919 — південь Лаосу і В'єтнаму, схід Камбоджі;
- A. p. peracensis Sharpe, 1887 — Малайський півострів.

Індокитайська альципа раніше вважалася конспецифічною з чорнобровою альципою.

## Поширення і екологія
Чорноброві альципи мешкають в Лаосі, В'єтнамі, Камбоджі, Малайзії і Таїланді. Вони живуть у вологих гірських тропічних лісах. Зустрічаються на висоті від 760 до 2190 м над рівнем моря.